# OH MY LITTLE GIRL
「OH MY LITTLE GIRL」（オー・マイ・リトル・ガール）は、日本のシンガーソングライターである尾崎豊の14枚目のシングル。
1994年1月21日にソニー・ミュージックレコーズからリリースされた。作詞・作曲は尾崎、プロデュースは須藤晃が担当、前作「15の夜 (ライブ)」（1993年）からおよそ9か月ぶりのリリースとなった。元々は1枚目のアルバム『十七歳の地図』（1983年）の収録曲であり、アルバムリリースから11年後に改めてリカットされる事となった。
初期の尾崎があまり使用しなかったコード進行の曲であり、須藤は本作の歌詞に関して冬の並木道を若い男女が二人で一つのマフラーをしながら歩いているイメージであると述べている。制作当時は尾崎らしくない曲であるとして、アルバム『十七歳の地図』においても不遇の扱いを受けていたが、尾崎自身は名曲であると自画自賛していた。
本作はオリコンシングルチャートにおいて最高位第1位を獲得、売り上げ枚数は107.8万枚を記録しミリオンセラーとなった。尾崎のシングルでは唯一の第1位獲得作品となり、また最大のヒット曲となった。様々な作品の主題歌としても使用され、フジテレビ系テレビドラマ『この世の果て』（1994年）にて使用された他、映画『LOVE SONG』（2001年）および『ホットロード』（2014年）にて使用された。後に河村隆一や広瀬香美、Toshlなどの著名なミュージシャンによってカバーされている。

## 背景
尾崎は4枚目のアルバム『街路樹』（1988年）制作時に所属事務所であるマザーエンタープライズとの確執が発生し、同年9月12日に東京ドーム単独公演「LIVE CORE」を実施したが、東京ドーム公演の3日後には所属事務所に辞表を提出。その後事務所との契約が1年間残っていたため他社での音楽活動は行う事ができず、音楽活動が出来ない状態が続いていた。
その後音楽活動を再開し5枚目のアルバム『誕生』（1990年）リリース後、同年12月に個人事務所「アイソトープ」を設立。1991年には全国コンサートツアー「TOUR 1991 BIRTH」を5月20日の横浜アリーナ公演を皮切りに37会場全56公演におよび実施。過去の公演中止やキャンセルによって信頼を失っていた尾崎は、必ずツアー先のホテルではスポーツクラブとサウナがある所を選定して体力作りを行い、その甲斐もあってかツアーは1本も中止される事なく大成功に終わり尾崎は完全復活を遂げる事となった。
ツアー終了から程なくして尾崎は次作アルバムの制作に着手、1992年1月から3月に掛けてレコーディングを行い6枚目となるアルバム『放熱への証』（1992年）を完成させる。しかしリリース直前の同年4月25日に東京都足立区千住河原町の民家の庭で泥酔状態で発見され、妻と兄と共に自宅マンションに帰宅するも、突如危篤状態となり、救急車で日本医科大学の緊急病棟に収容される。蘇生措置がされるが午後0時6分死亡が確認された（享年26）。4月30日には東京都文京区の護国寺で追悼式が行われ、3万7500人ものファンが詰め掛ける事となった。
死去から1年後の1993年4月25日には須藤のプロデュースにより、生前最後のコンサートとなった1991年10月30日の代々木オリンピックプール第一体育館公演から「15の夜 (ライブ)」をリリース。『放熱への証』のリリースから1年後となる同年5月10日には最終公演の模様を収録したライブ・アルバム『約束の日 Vol.1』および『約束の日 Vol.2』がリリースされた。

## 録音、制作
本作は1983年7月に尾崎によって当初は「セーラー服のリトルガール」というタイトルで制作された。その後デモテープ完成時には「となりのリトルガール」に変更され、さらにプロデューサーである須藤晃の助言で「OH MY LITTLE GIRL」へと変更された。同年8月24日および8月25日にソニー・ミュージック信濃町スタジオにてリズム録りが行われた。
本作の完成直後、尾崎は「すごくいい曲だ」と自画自賛していたが、アルバムの8曲目という須藤曰く「アルバムの墓場みたいなところ」に収録される事となった。須藤によれば、本作は尾崎豊的ではなく作品としては「デキが悪い」と判断されていたためであり、曲は良いが詞が今一つであることからスパゲッティブランドのオーマイに掛けて「オー・マイ・リトル・スパゲッティ」などと冗談扱いされていたという。須藤はとある雑誌で「尾崎豊はミュージシャンとしては一流ではない」と発言、これに憤慨した尾崎は須藤に対し釈明を求めたが、須藤はメロディー・ラインに関してはもっと優れたミュージシャンがいると反論、尾崎は詩人として素晴らしいと伝えたが、尾崎は「この曲だけは認めろ」としつこく本作を推していたという。また尾崎は晩年に「『OH MY LITTLE GIRL』みたいな曲がなぜ書けないんだろう」と本作へのこだわりを見せていた。

## 音楽性と歌詞
本作は初期の尾崎があまり使用しなかったコード進行の曲であり、須藤は「メロディーが先行している感じがする」と述べている。須藤は本作の情景を冬の並木道を若い男女が二人で一つのマフラーをしながら歩いていると例え、冬にも拘わらず女性への愛しさがぬくもりを感じさせそれがまた切なさを感じさせると述べている。また須藤は同じアルバムに収録された「ハイスクールRock'n'Roll」にも「セーラー服のLittle girl」という歌詞がある事を指摘し、当時の尾崎にとって女性は「Little girl」というイメージがあったと述べている。しかし2枚目のアルバム『回帰線』（1985年）収録曲の「シェリー」では女性の優しさに甘える表現になっている事を指摘している。
書籍『地球音楽ライブラリー 尾崎豊』においてライターの落合昇平は、尾崎が1984年7月1日に白井貴子の前座として出演した日比谷野外音楽堂公演において、1曲目に弾き語りで「シェリー」を歌唱した所、客席からフォークソングである事を揶揄する声や「ダサい」といった声があったと述べている。また、尾崎は当時の流行語である「ネクラ」に属しており笑われる対象でもあったとも述べている。その後数年間は都会的で明るく軽妙な内容のトレンディドラマが主流となっていくが、フジテレビ系木曜劇場『愛という名のもとに』（1992年）に浜田省吾の「悲しみは雪のように」（1981年）が主題歌として、岡林信康の「友よ」（1969年）が挿入歌として使用された事、そして本作がフジテレビ系テレビドラマ『この世の果て』（1994年）の主題歌として使用された事から10年かけて時代が反転した事を印象付けたと述べている。

## リリース
本作はシングルとして1994年1月21日にソニー・ミュージックレコーズより8センチCDでリリースされた。その際、初回プレスのみ「YUTAKA OZAKI IN LATE WINTER 1984 BOOK」という16頁フォトブックがCDシングルケースの外部に付属していた。
もともとは同名のデビューアルバム『十七歳の地図』（1983年）に収録されており、2枚目のシングル「十七歳の地図」（1984年）B面としても収録された。カップリング曲の「ドーナツ・ショップ」は、3枚目のアルバム『壊れた扉から』（1985年）からのシングルカットであり、レコーディング時期が異なる。須藤は「ドーナツ・ショップ」が尾崎らしくない作品であると思っていたものの、良作であると判断していたため本作のカップリング曲として選定した。須藤は尾崎の音楽が苦手な者にこそ聴いて欲しいと考え、「ドーナツ・ショップ」を聴いた者が「なんだ尾崎、いい曲書くんじゃないか」と思わせる意図があったという。
後に両A面シングル「Forget-me-not / OH MY LITTLE GIRL」（2001年）として再びシングル化された。

## チャート成績
発売初週のオリコンシングルチャートでは、初登場第2位を記録。発売2週目には1週目を上回る売り上げを記録し、本人亡き後にして、自身初のオリコンシングルチャート第1位を獲得することとなった。その後も順調に売上を伸ばし、登場週数は17回となり最終的に107.8万枚を記録、オリコン、日本レコード協会双方の集計でミリオンセラーを達成するまでに至った。自身唯一のミリオンシングルであり、売上としては尾崎最大のヒット曲となる。また1994年のカラオケでのランキング集計で第1位を獲得した。

## ライブ・パフォーマンス
本作は尾崎初の単独公演となった1984年3月15日の新宿ルイードにおけるデビューライブにて7曲目に演奏され、その後の「6大都市ライブハウス・ツアー」において8曲目に、「FIRST LIVE CONCERT TOUR」において9曲目に演奏されたが、1985年以降のコンサートツアーではセットリストから外されている。映像作品としてはデビューライブ時の演奏がライブビデオ『OZAKI・18』（1996年）に、1985年1月12日の日本青年館での演奏がライブビデオ『OZAKI・19』（1997年）に収録されている。

## メディアでの使用
本作はフジテレビ系テレビドラマ『この世の果て』（1994年）の主題歌となり、放送に合わせシングルカットされた。同ドラマを企画したテレビドラマプロデューサーである大多亮は、当時の時代背景やドラマの世界観に合っていたという理由で本作の使用を検討する事となった。大多は同ドラマの前に手掛けていたフジテレビ系木曜劇場『愛という名のもとに』（1992年）に浜田省吾の「悲しみは雪のように」（1981年）を使用する事を検討、当時浜田および尾崎がドラマとのタイアップを拒否していた事を知りながら、同ドラマの企画書を持参して須藤に会い、企画内容を気に入った須藤は浜田の曲の使用許可を出す事となった。大多は同ドラマに対してスキータ・デイヴィスの楽曲「この世の果てまで」（1962年）のイメージを持っていたと述べ、ドラマタイトルも同曲から拝借したが洋楽の古い曲でありドラマ主題歌とするにはリスクが高いとの判断から検討を重ねていた。その後脚本家の野島伸司からドラマの世界観に近い楽曲として本作が提示され、それを聴いた大多は再度須藤の元を訪れ本作の使用許可を要請、須藤は「大多の作るものなら信頼できる」と述べ使用許可を与える事となった。
大多は本作のイントロが鳴った瞬間に引き込まれると述べた他、本作に影響されてドラマ部分の制作が進められた事もあった事から「『この世の果て』というドラマの世界が、主題歌と一体になりながら、僕たちの中でさらに強く、一つになっていったという稀有な体験だった」とも述べている。また大多によれば、シンガーソングライターの宇多田ヒカルは同ドラマの主題歌として本作を聴いた事から尾崎のファンになったという。結果として本作はテレビドラマ主題歌として使用されたが、尾崎は須藤に対し晩年「なんで僕の曲はトレンディー・ドラマの主題歌にならないんでしょうかね」と質問したため、須藤は「おまえの歌は、おしゃれなトレンディー・ドラマの主題歌にはなりづらいんだよ。生きるの死ぬのっていうの多いから」と返答、それを聞いた尾崎は笑っていたという。
その他に映画主題歌としても使用されており、『LOVE SONG』（2001年）では「Forget-me-not」と共に主題歌として使用され、同映画には音楽プロデューサーとして須藤が参加した。『ホットロード』（2014年）の主題歌として選定された際には、主演の能年玲奈が「素敵な曲で、こんな楽曲が主題歌に選ばれるなんて、とても嬉しいです」とコメントした。共演となった三代目 J Soul Brothers from EXILE TRIBE所属の登坂広臣は、尾崎の楽曲を愛好しておりカラオケにおいても必ず歌唱すると述べた上で「自分にとって大事な楽曲が主題歌になって、すごく光栄」と述べた。

## カバー
- Infinix - カバーアルバム『尾崎豊が教えてくれたこと』（2012年）に収録。
- 河村隆一 - カバーアルバム『evergreen 〜あなたの忘れ物〜』（2006年）に収録。
- 城南海 - カバーアルバム『サクラナガシ』（2015年）に収録[35]。編曲はただすけが担当している。
- 言承旭 - 2017年7月5日発売のシングル。
- 高橋克典 - カバーアルバム『SINGS ~Cover Theme Songs~』（2016年）に収録。
- 竹内めぐみ - トリビュート・アルバム『"BLUE" A TRIBUTE TO YUTAKA OZAKI』（2004年）に収録[36]。
- Toshl - カバーアルバム『IM A SINGER VOL. 2』（2019年）に収録[37][38]。
- 伴都美子 - カバーアルバム『VOICE 2〜cover lovers rock〜』（2008年）に収録[39][40]。
- 広瀬香美 - カバーアルバム『DRAMA Songs』（2010年）に収録[41]。
- 富金原佑菜 - 配信シングル「OH MY LITTLE GIRL」（2023年）としてリリース。
- MINMI - コンセプト・アルバム『The Heart Song Collection』（2011年）に収録[42][43]。
- メイダニ - アルバム『Respect of Yutaka Ozaki』（2013年）に収録。映画『シェリー』（2014年）の挿入歌として使用された[44]。
- 薬師丸ひろ子 - 映画『うた魂♪』（2007年）にて劇中歌としてカバーされた[45][46]。薬師丸がカバー曲を歌唱したのは映画『ダウンタウン・ヒーローズ』（1988年）にて中島みゆきの「時代」（1975年）を歌唱して以来20年ぶりとなり、さらに劇中で歌唱したのは映画『オペレッタ狸御殿』（2005年）以来4年ぶりとなった[45]。なお、同映画のオリジナルサウンドトラックには薬師丸によるカバーは収録されていない[46]。

## シングル収録曲
| #         | タイトル                            | 作詞・作曲 | 編曲                           | 時間  |
| --------- | ----------------------------------- | ---------- | ------------------------------ | ----- |
| 1.        | 「OH MY LITTLE GIRL」               | 尾崎豊     | 西本明                         | 4:34  |
| 2.        | 「ドーナツ・ショップ」(DONUTS SHOP) | 尾崎豊     | Yutaka Ozaki & Heart Of Klaxon | 5:43  |
| 合計時間: | 合計時間:                           | 合計時間:  | 合計時間:                      | 10:17 |

## スタッフ・クレジット

### 参加ミュージシャン
- 尾崎豊 – ボーカル
- 鳥山雄司 – ギター
- 本田達也 – ベース
- 西本明 – キーボード
- 滝本季延 – ドラムス
- ジョーグループ – ストリングス

### スタッフ
- 須藤晃 – プロデューサー
- 助川健 – レコーディング・エンジニア、ミックス・エンジニア
- 田島照久（田島デザイン） – アート・ディレクション、デザイン、写真撮影
- 伊藤隆司 – セカンド・エンジニア
- 大野邦彦 – セカンド・エンジニア
- 村上茂 – プロモーション・スタッフ
- アイソトープ – マネージメント・オフィス

## リリース日一覧
| No. | リリース日     | レーベル                       | 規格         | カタログ番号 | 最高順位 | 備考                               | 出典          |
| --- | -------------- | ------------------------------ | ------------ | ------------ | -------- | ---------------------------------- | ------------- |
| 1   | 1994年1月21日  | ソニー・ミュージックレコーズ   | 8センチCD    | SRDL3784     | 1位      |                                    | [ 47 ] [ 48 ] |
| 2   | 2001年4月25日  | ソニー・ミュージックレコーズ   | 12センチCD   | SRCL5075     | 52位     | 「Forget-me-not」との両A面シングル | [ 49 ] [ 50 ] |
| 3   | 2013年11月27日 | ソニー・ミュージックレーベルズ | AAC-LC       | -            | -        | 1994年盤と2001年盤の同時配信       | [ 51 ] [ 52 ] |
| 4   | 2013年11月27日 | ソニー・ミュージックレーベルズ | ロスレスFLAC | -            | -        | 1994年盤と2001年盤の同時配信       | [ 53 ] [ 54 ] |

## 収録アルバム
- 「OH MY LITTLE GIRL」
  - 『十七歳の地図』（1983年）
  - 『愛すべきものすべてに』（1996年）
  - 『13/71 - THE BEST SELECTION』（2004年）
  - 『WEDNESDAY 〜LOVE SONG BEST OF YUTAKA OZAKI』（2008年）
  - 『I LOVE YOU〜BALLADE BEST』（2011年）
- 「ドーナツ・ショップ」
  - 『壊れた扉から』（1985年）
  - 『WEDNESDAY 〜LOVE SONG BEST OF YUTAKA OZAKI』（2008年）
  - 『I LOVE YOU〜BALLADE BEST』（2011年）